# Lasiobelonium nidulum
Lasiobelonium nidulum är en svampart som först beskrevs av J.C. Schmidt & Kunze, och fick sitt nu gällande namn av Spooner 1987. Lasiobelonium nidulum ingår i släktet Lasiobelonium och familjen Hyaloscyphaceae.  Arten är reproducerande i Sverige. Inga underarter finns listade i Catalogue of Life.